# ストックポート
ストックポート（英: Stockport）は、イングランド・グレーター・マンチェスターにあるタウン。マンチェスター中心から南東へ約10kmの高台に位置している。行政上はメトロポリタン・バラ・オブ・ストックポート内にあり、同都市バラの主要エリアを占めている。
歴史的に、タウンのほとんどの部分はチェシャーに属していたが、マージー川北側のエリアはランカシャーに属していた。16世紀のストックポートは、マージー川の南岸の小さな町で、大麻繊維やロープの製造、栽培で知られていた。18世紀には、イギリス本土で最初の絹織物工場の一つが町にあった。しかし、19世紀、ストックポートの主要産業は綿織物やその関連産業が中心になっていた。
ストックポートはイギリスの帽子産業の中心でもあり、1884年頃には、1年に600万個の帽子を輸出していた。最後の帽子の工場は1997年に閉鎖された。

## スポーツ
- ストックポート・カウンティFC - エッジリー・パークをホームスタジアムとするサッカークラブ

## 姉妹都市
- - ハイルブロン, ドイツ
- - ベジエ, フランス

## 出身人物
- ウェンディ・ヒラー - 女優
- ジェフ・ダウンズ - キーボーディスト
- タイロン・ミアーズ - サッカー選手
- ドミニク・ハワード - ドラマー
- トム・インス - サッカー選手
- フレッド・ペリー - 男子テニス選手
- マーガレット・バービッジ - 宇宙物理学者
- フィル・フォーデン - サッカー選手